# THOR
THOR (ang. Tracing Habitability, Organics and Resources) – niezrealizowany projekt bezzałogowej sondy kosmicznej NASA, której celem miało być zbadanie wnętrza Marsa.
Miałoby się to stać poprzez wystrzelenie z sondy w wybrane rejony Marsa dwóch pocisków (tzw. impaktorów) o masie 1200 i 450 kg, które z prędkością 5,3 km/s wbiłyby się w powierzchnię planety, tworząc przy tym kratery o średnicy do 35 i głębokości 4–10 metrów, wyrzucając przy tym materiał znajdujący się pod powierzchnią Marsa. Sonda w tym czasie zrobiłaby zdjęcia zderzenia, a umieszczone na niej instrumenty zanalizowałyby cząstki lodu, minerałów i związków organicznych wyrzuconych podczas kolizji.
Podróż na Marsa potrwałaby 10 miesięcy, a oddzielenie impaktorów nastąpiłoby ok. tydzień przed osiągnięciem przez orbiter marsjańskiej orbity.
W skład wyposażenia sondy miały wejść:
- THORIS (the THOR Infrared Spectrometer) – spektrometr podczerwieni
- kamery średnio- i wąskokątna rejestrujące obrazy w świetle widzialnym i bliskiej podczerwieni

Założenia programu zostały opracowane przez Arizona State University. THOR był jednym z trzech projektów sondy kosmicznej kandydujących do programu kosmicznego Mars Scout, start zwycięskiej misji miał się odbyć w roku 2011. We wrześniu 2008 NASA wybrała do realizacji misję MAVEN.